# Ефект на Безолд
Ефектът на Безолд е оптична илюзия, наречена на германския професор по метеорология Вилхелм фон Безолд (1837 – 1907), който открива, че цветът може да изглежда различен в зависимост от отношението му със съседните цветове.
Това се случва, когато малки зони от цвета са разпръснати, асимилационен ефект, наречен разпростиращ се ефект на Фон Безолд, подобен на пространственото цветно смесване.
Противоположният ефект е наблюдаван, когато големи зони от цвета са поставени една до друга, което води до цветен контраст.